# Karl Rapp
Karl Friedrich Rapp (Ehingen 24 septembre 1882 - Locarno 26 mai 1962) est un ingénieur en mécanique allemand, pionnier de l'aéronautique, fondateur de l'industrie aéronautique « Rapp Motorenwerke GmbH » à Munich, qui deviendra BMW après fusion en 1916 avec « Gustav Otto Flugmaschinenfabrikum » de Gustav Otto.

## Biographie
Karl Rapp né le 24 septembre 1882 à Ehingen dans le Wurtemberg au sein de l'Empire allemand. Il poursuit des études d'ingénieur en mécanique puis travaille chez le constructeur automobile Züst entre 1908 et 1911 puis chez Daimler-Benz jusqu'en 1912.
Il fonde l'industrie aéronautique « Rapp Motorenwerke GmbH » à Munich le 15 février 1912 pour fabriquer et commercialiser des aéronefs biplans et monoplans. Il dissout et recrée une nouvelle société pour fabriquer et vendre des moteurs de tous types, en particulier les moteurs à combustion interne pour les aéronefs et les véhicules à moteur.
La société s'est rapidement développée et emploie 370 collaborateurs en 1915.
Au début de la Première Guerre mondiale, la société a été l'une des principales entreprises de la Bavière pour l'effort de guerre, et semble avoir acquis une certaine réputation, en dépit du fait qu'aucune des conceptions et des développements réalisés ne connaisse un véritable succès.
En 1916, Rapp vend sa société à Gustav Otto qui la fusionne avec sa société A.G.O sous le nom de « Bayerische Flugzeugwerke AG » (BFW), qui deviendra plus tard « Bayerische Motorenwerke GmbH » (BMW). Il démissionne de la société à ce moment-là, très probablement en raison de problèmes de santé. Le 4 octobre 1917, Franz Josef Popp lui succède en tant que PDG. Après avoir vendu et quitté la société Rapp, il est devenu ingénieur en chef de l'industrie « L.A. Riedlinger Machine Factory » jusqu'en octobre 1923.
Karl Rapp vécut en Suisse à partir de 1934, où il se passionne pour les observations solaires. Il disparaît en 1962 à Locarno en Suisse.